# الدوري السويدي الدرجة الثانية 1942–43
الدوري السويدي الدرجة الثانية 1942–43 (بالسويدية: Division II i fotboll 1942/1943)‏ هو موسم من الدوري السويدي الدرجة الثانية. فاز فيه نادي براغي.